# Beata Łaska z Kościeleckich
Beata z Kościeleckich Łaska primo voto Ostrogska (ur. 1515, zm. 1576 w Koszycach) – córka Katarzyny Telniczanki  i Andrzeja Kościeleckiego, podskarbiego koronnego.

## Życiorys
Małżeństwo jej rodziców wywołało wiele zamieszania w ówczesnej Polsce. Matka Beaty około 1498 roku została kochanką królewicza Zygmunta Jagiellończyka (późniejszy Zygmunt I Stary),  młodszego brata panującego wtedy w Polsce Jana Olbrachta. W 1510 roku Katarzyna Telniczanka została wydana za Andrzeja Kościeleckiego. W 1515 roku, w kilka tygodni po śmierci podskarbiego, urodziła się Beata. Plotki głosiły, że Beata jest córką Zygmunta.
Wychowała się na dworze królowej Bony, tam właśnie poznała swojego pierwszego męża Ilię Ostrogskiego, za którego wyszła, jak wynika z listu Josta Decjusza do ks. Albrechta, 29 grudnia 1538 roku. Szczęście młodej pary nie trwało długo, gdyż Ilia wkrótce zmarł (19 sierpnia 1539). Ze związku narodziła się jedyna córka Elżbieta, słynna Halszka Ostrogska, nieszczęśliwa dziedziczka ogromnej fortuny Ostrogskich.
Beata przez wiele lat procesowała się z zięciem Łukaszem Górką. Zmęczona trwającą walką, poszukała sobie protektora, zawierając w 1564 roku  związek małżeński z wojewodą sieradzkim Olbrachtem Łaskim, awanturnikiem, któremu ciągle potrzebne były pieniądze. Natychmiast po ślubie wywiózł ją na Węgry, gdzie skłonił Kościelecką do przepisania na siebie majątku. Gdy ta się wreszcie zgodziła, Olbracht Łaski uwięził ją na zamku w Kieżmarku, gdzie trzymał ją w biedzie i ścisłym zamknięciu bez kontaktu z osobami z zewnątrz przez osiem lat. Pomimo błagalnych próśb i listów kierowanych do cesarza, króla polskiego, Anny Jagiellonki i zaprzyjaźnionych z nią magnatów, nikt nie ujął się za Beatą Kościelecką. Łaski, jako świeżo nawrócony katolik (od 1568 roku) i stronnik Habsburga, był zbyt poważną osobą, by z nim zadzierać.
Sprawą Beaty zainteresowano się dopiero w 1573 roku, gdy cesarz nakazał staroście Górnych Węgier przeprowadzić śledztwo. Wpłynął na to też fakt, że wyszło na jaw, iż w międzyczasie Łaski zawarł bigamiczne małżeństwo z Francuzką Sabiną de Sauve. Starosta Jan Reubner pisał, iż Beata przebywała w takiej nędzy, że aby napisać list do cesarza, musiała użyć sadzy przemieszanej z wodą. Zarówno ona, jak i dwie towarzyszące jej damy, chodziły w podartych sukniach. W liście do cesarza Beata błagała o uwolnienie, obiecując rezygnację z jakichkolwiek pretensji do majątku.
Jednak zamieszanie wokół bezkrólewia w 1573 roku i użyteczność Łaskiego dla Habsburgów spowodowały, że sprawa znów ugrzęzła. W międzyczasie, choć Łaski utracił dobra swojej żony, dalej trzymał ją pod strażą, pomimo iż ta za swoje uwolnienie obiecywała rezygnację ze wszystkich pretensji wobec Łaskiego. Ostatecznie w 1576 roku życzliwy jej starosta Reubner uzyskał przeniesienie jej do Koszyc (wbrew woli męża), gdzie jednak dalej pozostawała pod strażą. Tam zmarła w lipcu 1576 roku, więziona od 11 lat przez męża. Została pochowana w Kieżmarku.
Beata Łaska uważana jest przez niektórych za pierwszą znaną z imienia turystkę tatrzańską. W 1565 r., jeszcze w okresie gorących zabiegów wojewody sieradzkiego o przychylność bogatej małżonki, odbyła wycieczkę w Tatry. Za cel wycieczki wskazuje się w wielu źródłach Dolinę Kieżmarską. Nowsze analizy i badania wykazują, że mogło to być jednak źródło Kwaśna Woda pod Sławkowskim Szczytem, w miejscu gdzie obecnie znajduje się uzdrowisko Stary Smokowiec.